# Duppigheim
Duppigheim (prononcé [dypiɡaim]  ; Dìppje en alsacien) est une commune française située dans la circonscription administrative du Bas-Rhin et, depuis le 1er janvier 2021, dans le territoire de la Collectivité européenne d'Alsace, en région Grand Est.
Cette commune se trouve dans la région historique et culturelle d'Alsace.

## Géographie
Duppigheim est la dernière commune à l'est de la communauté de communes de Molsheim-Mutzig (avec à l'ouest Duttlenheim), entourée de communes appartenant à l'Eurométropole de Strasbourg (EMS) avec au nord Kolbsheim, à l'est Entzheim, au sud Blaesheim.
| Ernolsheim-Bruche et Dachstein | Kolbsheim  | Hangenbieten |
| Duttlenheim                    | Duppigheim | Entzheim     |
| Innenheim                      | Blaesheim  | Geispolsheim |

### Hydrographie

#### Réseau hydrographique
La commune est dans le bassin versant du Rhin au sein du bassin Rhin-Meuse. Elle est drainée par la Bruche, le Bras d'Altorf et le canal de la Bruche,.
La Bruche, d'une longueur de 77 km, prend sa source dans la commune de Urbeis et se jette  dans l'Ill à Strasbourg, après avoir traversé 37 communes. Les caractéristiques hydrologiques de la Bruche sont données par la station hydrologique située sur la commune de Holtzheim. Le débit moyen mensuel est de 8,04 m3/s. Le débit moyen journalier maximum est de 169 m3/s, atteint lors de la crue du 16 février 1990. Le débit instantané maximal est quant à lui de 185 m3/s, atteint le même jour.
Le Bras d'Altorf, d'une longueur de 13 km, prend sa source dans la commune de Molsheim et se jette  dans la Bruche à Hangenbieten, après avoir traversé huit communes. 
Le canal de la Bruche, d'une longueur de 19 km, reliait initialement Soultz-les-Bains, près de Molsheim à Strasbourg où il rejoint l'Ill, dans le quartier de la Montagne Verte. 

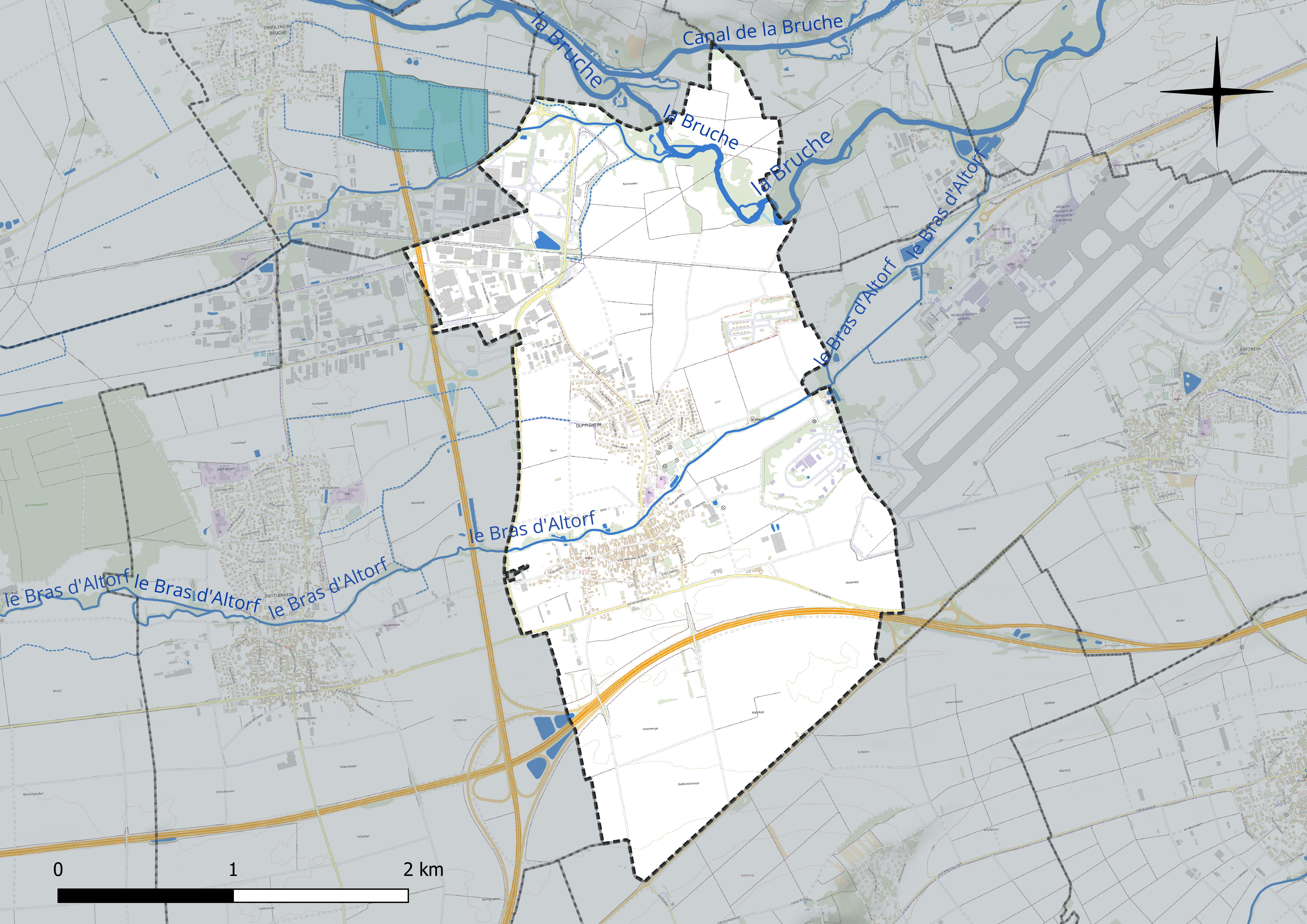
Réseau hydrographique de Duppigheim.

#### Gestion et qualité des eaux
Le territoire communal est couvert par le schéma d'aménagement et de gestion des eaux (SAGE) « Ill Nappe Rhin ». Ce document de planification concerne la nappe phréatique rhénane, les cours d'eau de la plaine d'Alsace et du piémont oriental du Sundgau, les canaux situés entre l'Ill et le Rhin et les zones humides de la plaine d'Alsace. Le périmètre s’étend sur 3 596 km2. Il a été approuvé le 17 janvier 2005. La structure porteuse de l'élaboration et de la mise en œuvre est la région Grand Est. 
La qualité des cours d’eau peut être consultée sur un site dédié géré par les agences de l’eau et l’Agence française pour la biodiversité. 

### Climat
Pour des articles plus généraux, voir Climat du Grand Est et Climat du Bas-Rhin.
En 2010, le climat de la commune est de type climat des marges montargnardes, selon une étude du Centre national de la recherche scientifique s'appuyant sur une série de données couvrant la période 1971-2000. En 2020, Météo-France publie une typologie des climats de la France métropolitaine dans laquelle la commune est exposée à un climat semi-continental et est dans la région climatique  Alsace, caractérisée par une pluviométrie faible, particulièrement en automne et en hiver, un été chaud et bien ensoleillé, une humidité de l’air basse au printemps et en été, des vents faibles et des brouillards fréquents en automne (25 à 30 jours). 
Pour la période 1971-2000, la température annuelle moyenne est de 10,8 °C, avec une amplitude thermique annuelle de 18 °C. Le cumul annuel moyen de précipitations est de 643 mm, avec 8,6 jours de précipitations en janvier et 10,3 jours en juillet. Pour la période 1991-2020, la température moyenne annuelle observée sur la station météorologique de Météo-France la plus proche, « Strasbourg-Entzheim », sur la commune d'Entzheim à 3 km à vol d'oiseau, est de 11,4 °C et le cumul annuel moyen de précipitations est de 635,7 mm. 
La température maximale relevée sur cette station est de 38,9 °C, atteinte le 25 juillet 2019 ; la température minimale est de −23,6 °C, atteinte le 23 janvier 1942,,. 
Les paramètres climatiques de la commune ont été estimés pour le milieu du siècle (2041-2070) selon différents scénarios d'émission de gaz à effet de serre à partir des nouvelles projections climatiques de référence DRIAS-2020. Ils sont consultables sur un site dédié publié par Météo-France en novembre 2022.

## Urbanisme

### Typologie
Au 1er janvier 2024, Duppigheim est catégorisée bourg rural, selon la nouvelle grille communale de densité à sept niveaux définie par l'Insee en 2022.
Elle appartient à l'unité urbaine d'Entzheim, une agglomération intra-départementale regroupant quatre  communes, dont elle est ville-centre,,. Par ailleurs la commune fait partie de l'aire d'attraction de Strasbourg (partie française), dont elle est une commune de la couronne,. Cette aire, qui regroupe 268 communes, est catégorisée dans les aires de 700 000 habitants ou plus (hors Paris),.

### Occupation des sols
L'occupation des sols de la commune, telle qu'elle ressort de la base de données européenne d’occupation biophysique des sols Corine Land Cover (CLC), est marquée par l'importance des territoires agricoles (72,8 % en 2018), en diminution par rapport à 1990 (76,8 %). La répartition détaillée en 2018 est la suivante : 
terres arables (48,2 %), zones agricoles hétérogènes (22,9 %), zones industrielles ou commerciales et réseaux de communication (16,9 %), zones urbanisées (10,3 %), prairies (1,6 %). L'évolution de l’occupation des sols de la commune et de ses infrastructures peut être observée sur les différentes représentations cartographiques du territoire : la carte de Cassini (XVIIIe siècle), la carte d'état-major (1820-1866) et les cartes ou photos aériennes de l'IGN pour la période actuelle (1950 à aujourd'hui).

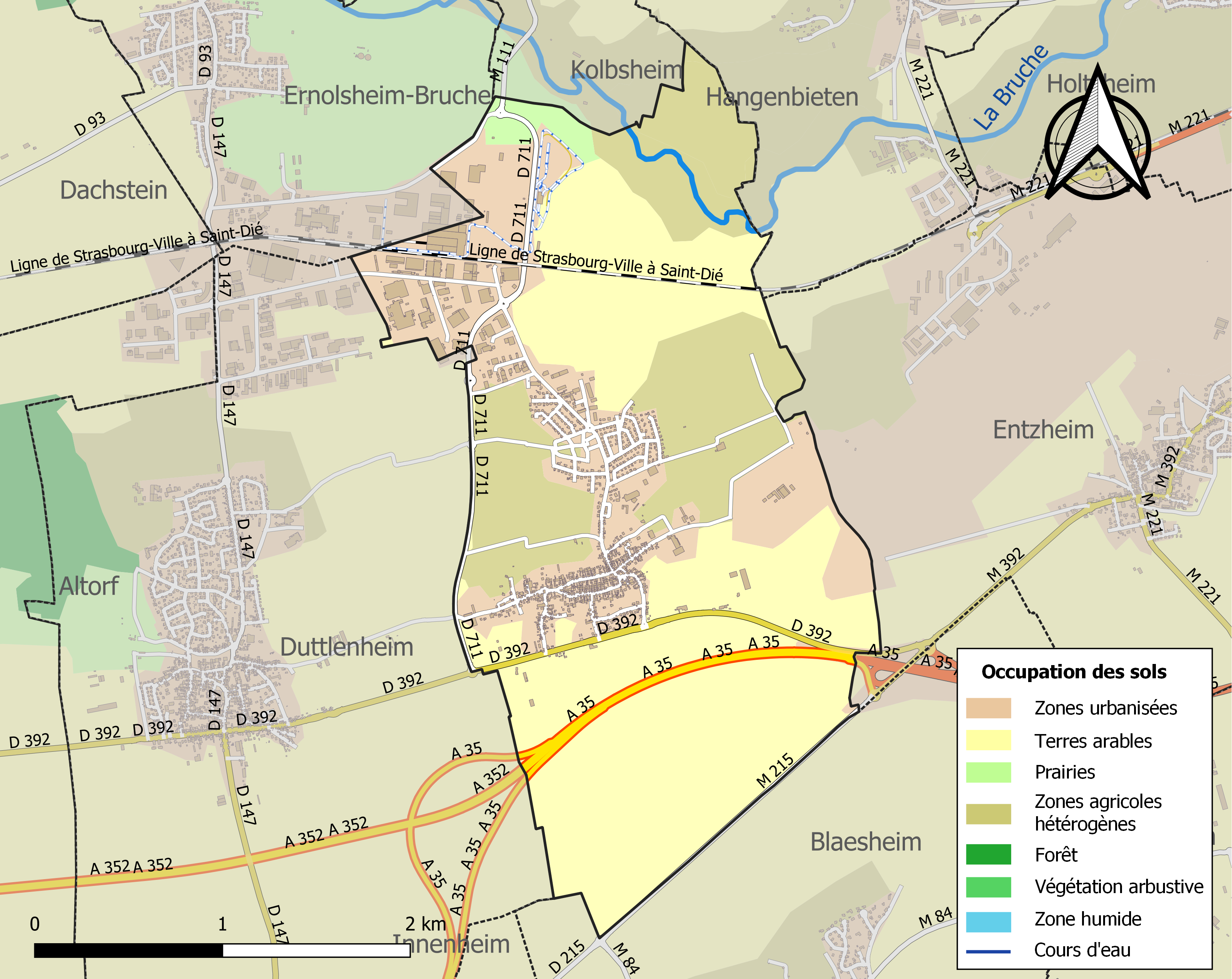
Carte des infrastructures et de l'occupation des sols de la commune en 2018 (CLC).

## Histoire

### Jusqu'à la Révolution
Le village de Duppigheim, tel qu'on le voit aujourd'hui ne présente pas, apparemment, beaucoup de vestiges historiques. Pourtant, le site de Duppigheim était certainement habité par l'homme depuis des siècles. En effet, on trouve, sur une carte répertoriant les tumuli en Alsace, le nom de Duppigheim. Cette carte est exposée au musée archéologique de Strasbourg. Ce premier écrit nous livre l'orthographe de Dubincheim, qui changera bien des fois au cours des siècles, devenant tour à tour Tubinch en 1163, Tubikein en 1212, Dubinken en 1245, Dubingheim en 1336 ou beaucoup de prononciation en dialecte alsacien. L'Œuvre Saint-Thomas de Strasbourg, possède également des terres à Duppigheim. En 1211, on relève, parmi les propriétaires terriens, l'abbaye de Murbach, dans le Haut-Rhin qui fut en son temps une célèbre collégiale augustienne. À partir de 1269, le village, qui faisait partie de l'évêché de Strasbourg a été loué aux comtes de basse Alsace, qui le sous-louèrent eux-mêmes aux seigneurs de Hohenstein et de Landsberg, deux familles nobles alsaciennes. Lorsque la branche mutzigoise de la lignée des Landsberg s'éteignit, ce furent les Flachslanden qui leur succédèrent sur les terres de Duppigheim de 1715 jusqu'à la Révolution.

### Depuis la Révolution
Le village comptant parmi ses habitants une importante communauté israélite, une synagogue fut érigée en 1879.

C'est aussi au XIXe siècle qu'on effectuera les premiers recensements. La population a augmenté lentement mais de façon continue au cours des décennies. Duppigheim compte actuellement environ 1 600 âmes. C'est toujours un village, à faible vocation agricole mais à forte activité économique : il sut s'équiper et se moderniser. Il suffit d'y flâner un peu pour découvrir une agglomération calme, mais active, paisible mais laborieuse, une petite cité qui, certes, a un passé, mais aussi, et surtout, un avenir.

Entre le 1er juin 1974 et le 1er janvier 1983, la commune regroupait également la commune associée de Kolbsheim.

### Héraldique
| Blason de Duppigheim | Blason  | D'argent au fer à cheval d'azur. |
| Blason de Duppigheim | Détails | La couleur azur est là pour rappeler la couleur de la chasuble de saint Arbogast et les clous dorés représentent les attributs d'or de l'évêque. |

## Politique et administration
Lors des élections du 15 mars 2020 la liste menée par Julien HAEGY (Duppigheim à cœur et en chœur) a recueilli 58,75 % des suffrages, la participation a été de 62,16 % (contre 44,64 % en moyenne en France).
La commune fait partie de la quatrième circonscription du Bas-Rhin, dans laquelle la députée Françoise Buffet succède en 2022 à Martine Wonner élue en 2017, précédée par Sophie Rohfritsch des Républicains.

## Démographie
L'évolution du nombre d'habitants est connue à travers les recensements de la population effectués dans la commune depuis 1793. Pour les communes de moins de 10 000 habitants, une enquête de recensement portant sur toute la population est réalisée tous les cinq ans, les populations de référence des années intermédiaires étant quant à elles estimées par interpolation ou extrapolation. Pour la commune, le premier recensement exhaustif entrant dans le cadre du nouveau dispositif a été réalisé en 2008.

En 2022, la commune comptait 1 873 habitants, en évolution de +18,02 % par rapport à 2016 (Bas-Rhin : +3,17 %, France hors Mayotte : +2,11 %).
| 1793 | 1800 | 1806 | 1821 | 1831  | 1836  | 1841  | 1846  | 1851  |
| ---- | ---- | ---- | ---- | ----- | ----- | ----- | ----- | ----- |
| 688  | 612  | 711  | 928  | 1 053 | 1 072 | 1 040 | 1 088 | 1 094 |

| 1856  | 1861  | 1866  | 1871  | 1875  | 1880  | 1885  | 1890  | 1895  |
| ----- | ----- | ----- | ----- | ----- | ----- | ----- | ----- | ----- |
| 1 049 | 1 077 | 1 097 | 1 053 | 1 051 | 1 078 | 1 020 | 1 042 | 1 006 |

| 1900  | 1905  | 1910  | 1921  | 1926 | 1931  | 1936 | 1946 | 1954 |
| ----- | ----- | ----- | ----- | ---- | ----- | ---- | ---- | ---- |
| 1 020 | 1 017 | 1 030 | 1 006 | 995  | 1 002 | 952  | 960  | 979  |

| 1962 | 1968 | 1975  | 1982  | 1990  | 1999  | 2006  | 2008  | 2013  |
| ---- | ---- | ----- | ----- | ----- | ----- | ----- | ----- | ----- |
| 917  | 973  | 1 776 | 1 927 | 1 357 | 1 494 | 1 552 | 1 568 | 1 570 |

| 2018  | 2022  | - | - | - | - | - | - | - |
| ----- | ----- | - | - | - | - | - | - | - |
| 1 608 | 1 873 | - | - | - | - | - | - | - |

## Lieux et monuments
- La stèle à l'entrée du village est à la mémoire de Jean Bugatti mort à Duppigheim le 11 août 1939, au volant d’une Bugatti.

Jean Bugatti était le fils d’Ettore Bugatti fondateur de la célèbre marque automobile Bugatti.
- Le Moulin à huile se trouvant sur la place centrale appartenait au père de Marc Gilbert, Jérôme Lévy, né à Duppigheim et fut offerte par leurs descendants.
- Le stade municipal porte le nom d'Arsène Wenger qui a grandi dans le village voisin de Duttlenheim[28].

### Église Saint-Arbogast
L'église conserve un clocher-porche dont la basée daterait du XIIe siècle soit l'époque romane. Des travaux de reconstruction sont faits sur les plans de l'architecte Christiani. Datant de 1765, la nef est agrandie vers l'est en 1846. La reconstruction du chœur a été faite de telle façon que cela respecte le style du XVIIIe siècle. Le bâtiment est dédié à saint Arbogast, évêque de Strasbourg du VIIe siècle. L'incendie subit par l'édifice en 1885 endommagera le tableau de saint Arbogast ainsi que la chaire, l'orgue et le chemin de croix qui seront alors restaurés. La chaire reconstruite après l'incendie témoigne de la simplification dans la décoration dès 1770. Au sommet de la chaire est représenté le pélican donnant à manger en souvenir de Jésus-Christ.

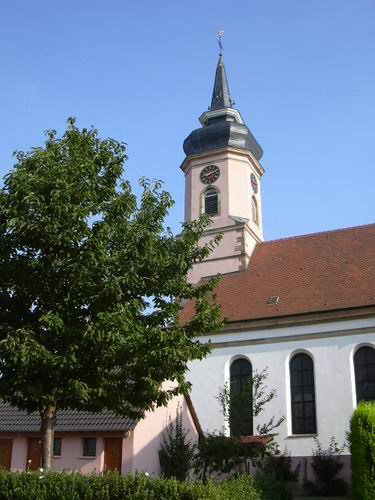
Église Saint-Arbogast.
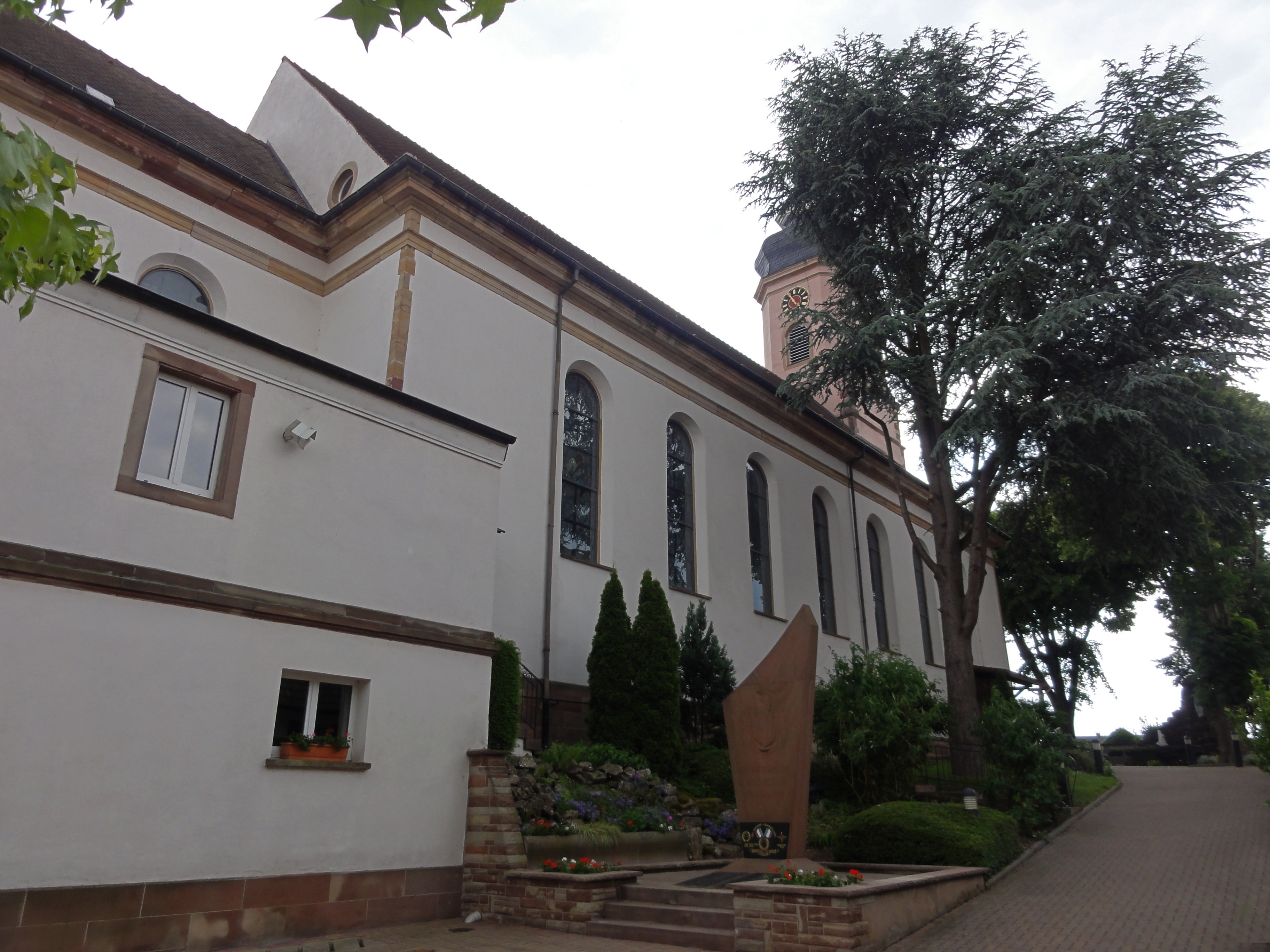
Nef côté nord.
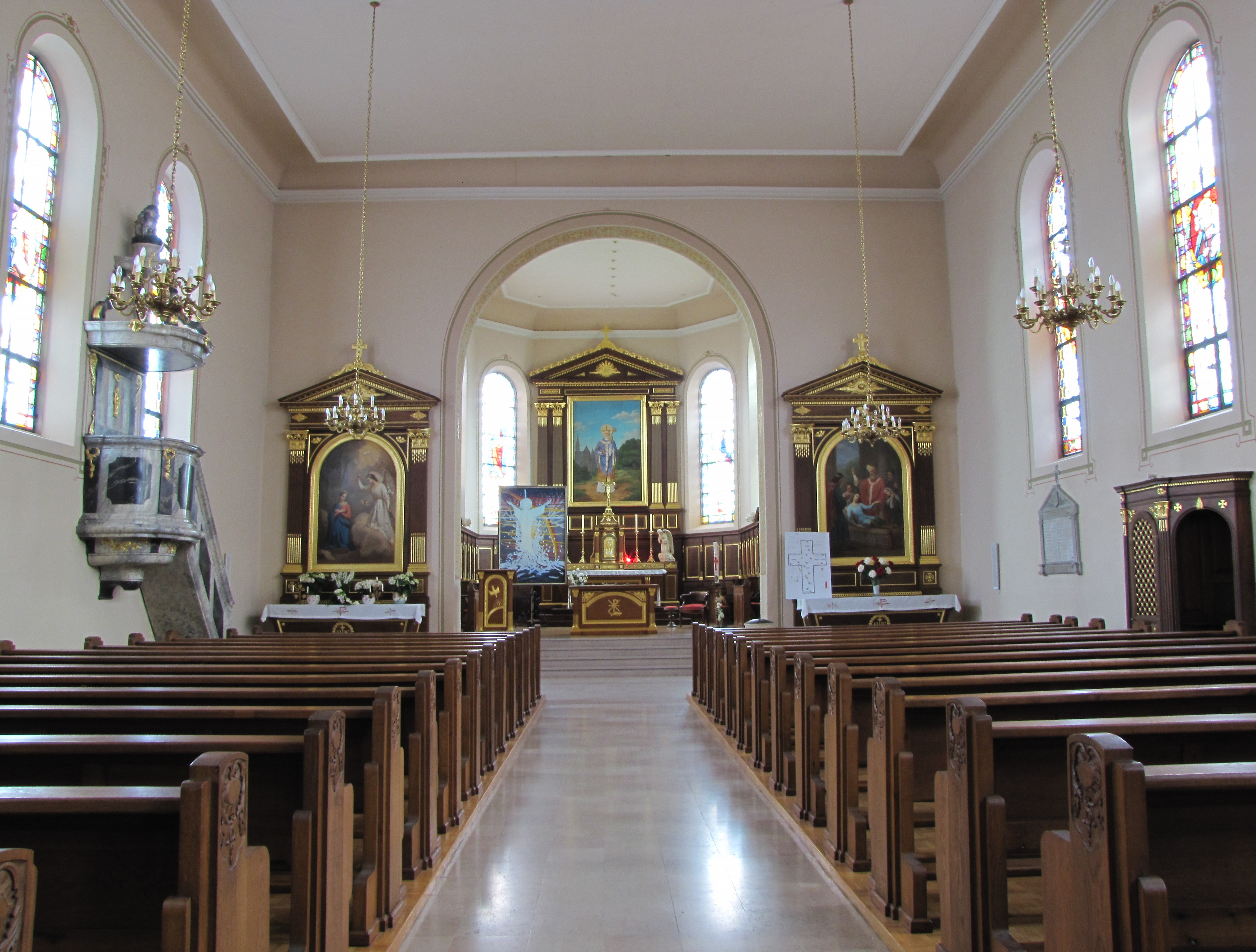
Vue intérieure de la nef vers le chœur.
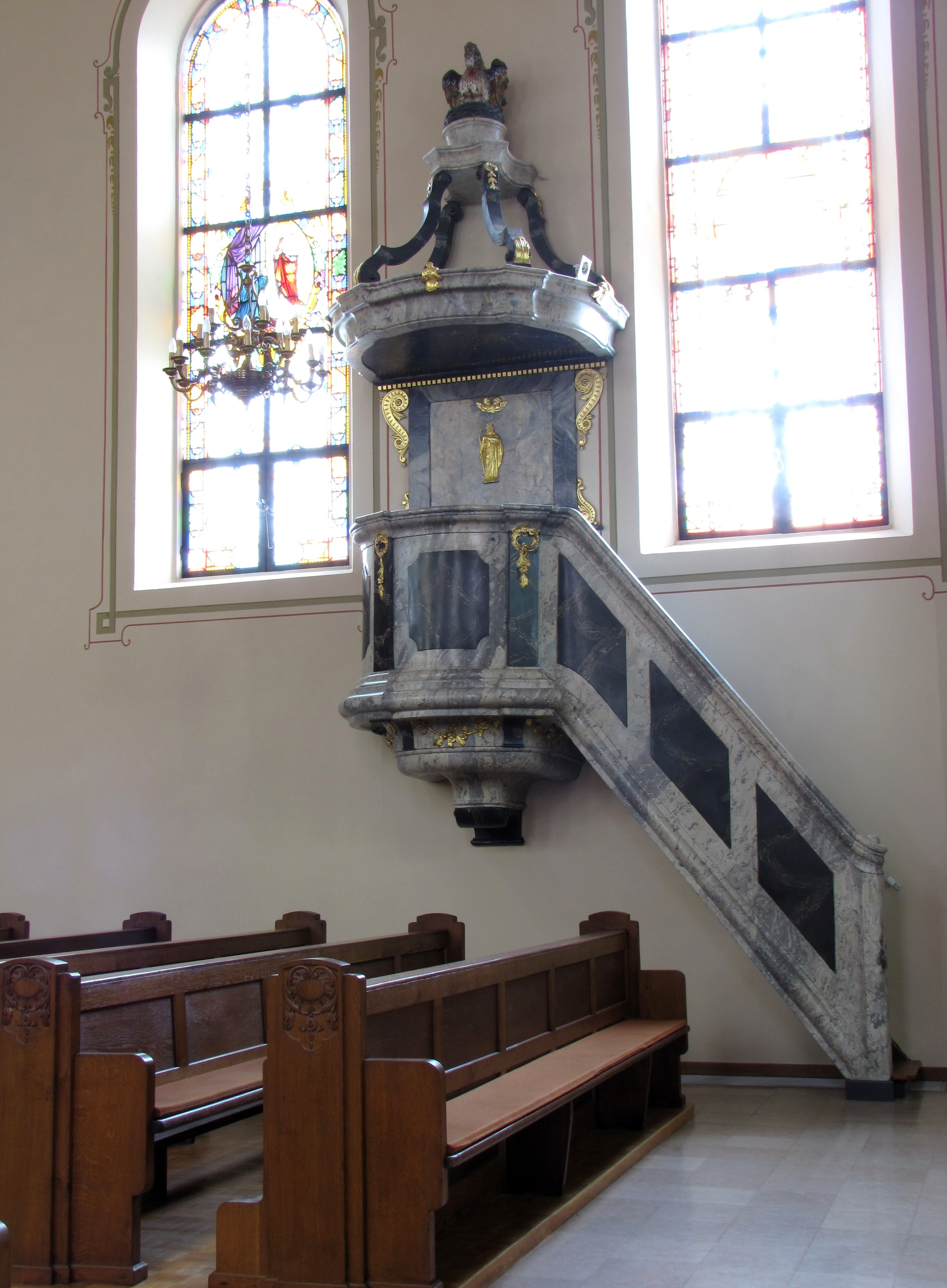
Chaire à prêcher (1770).
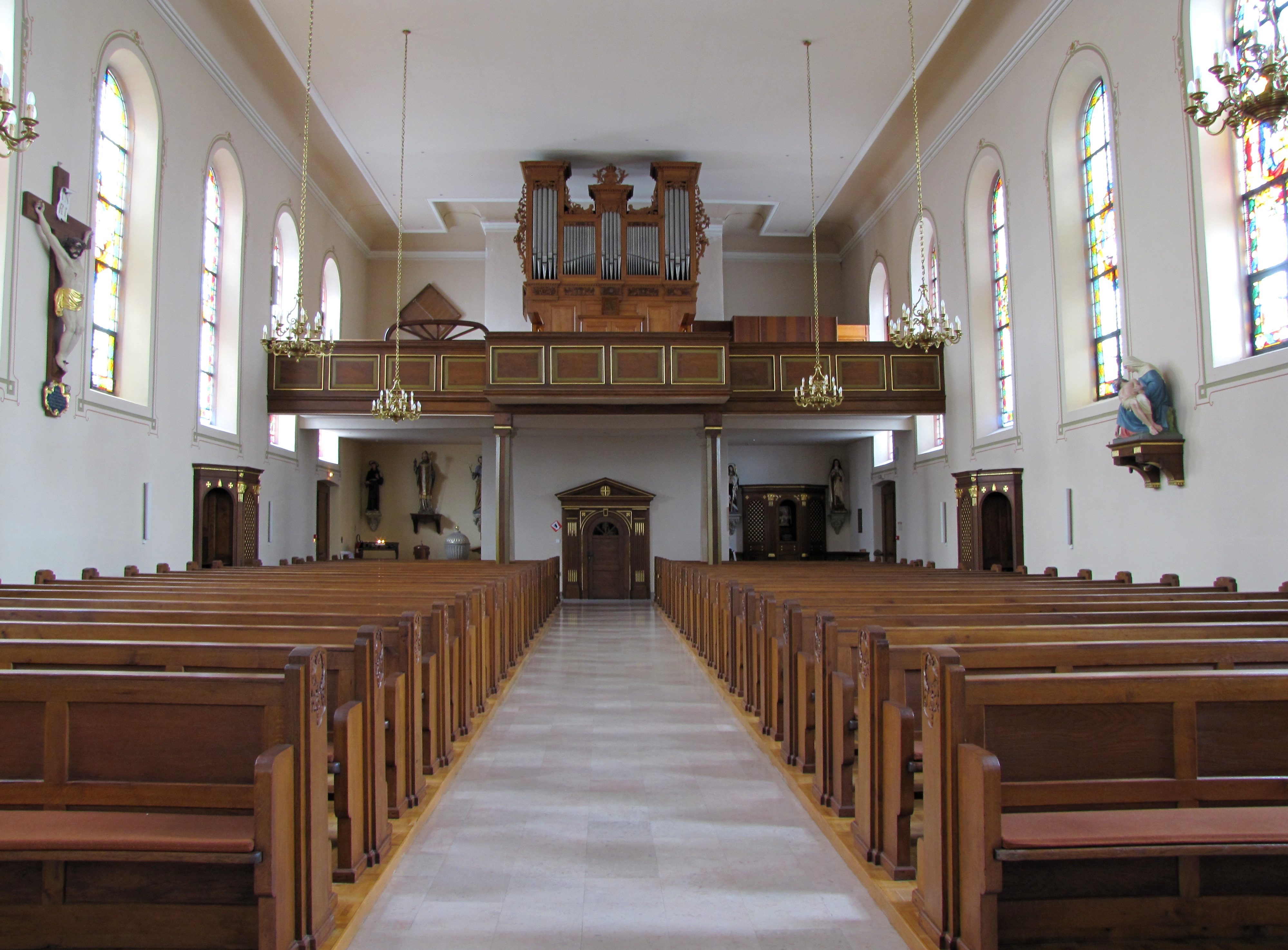
Vue intérieure de la nef vers la tribune d'orgue.
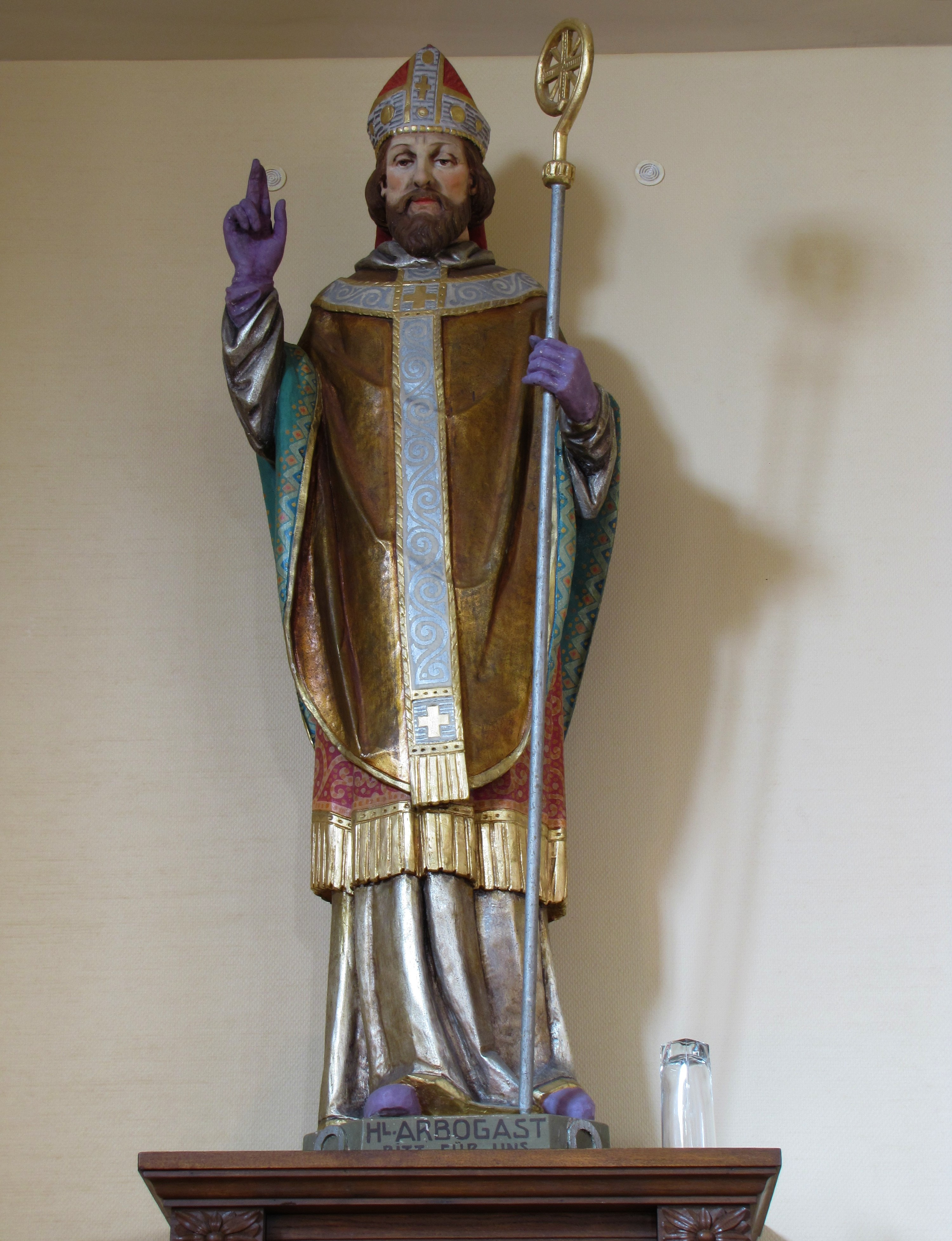
Statue de saint Arbogast de Strasbourg.

### Synagogue

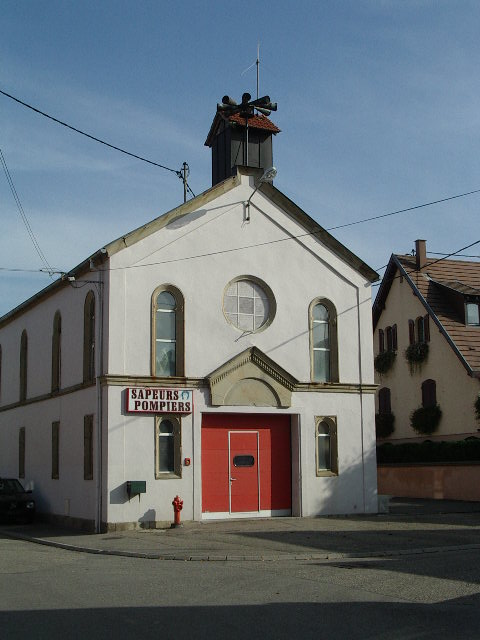
Ancienne synagogue de Duppigheim.

Il existait une synagogue, construite en 1780, puis reconstruite en 1879. Cet édifice montre que l'implantation de la communauté juive à Duppigheim est ancienne. De nos jours, le sanctuaire est désaffecté. Jusqu'en 2024 il fut transformé en hangar pour les pompiers tout en conservant son architecture d'origine. Depuis 2025 il a été reconverti en local d'activités culturelles nommé « L'atelier ».

### Oratoire
Le sanctuaire est dédié à Marie. La statue qui orne ce lieu fut volée la nuit du 29 juin 1893 par des vandales patriotes. On retrouva sur la porte l'inscription « Vive la République » bien que la présence allemande reste présente. En 1927, l'oratoire sera rénové.

### Gare
Duppigheim possède une gare ferroviaire desservie par le TER Alsace.

## Personnalités liées à la commune
- Jean Bugatti, mort dans un accident de voiture à Duppigheim
- Marc Gilbert, fils de Jérôme Levy, né à Duppigheim
- Arsène Wenger a donné son nom au stade de Duppigheim
- Les Netter (Charles, Arnold, Jean et Yvonne Netter)